# Sviluppo umano (biologia)

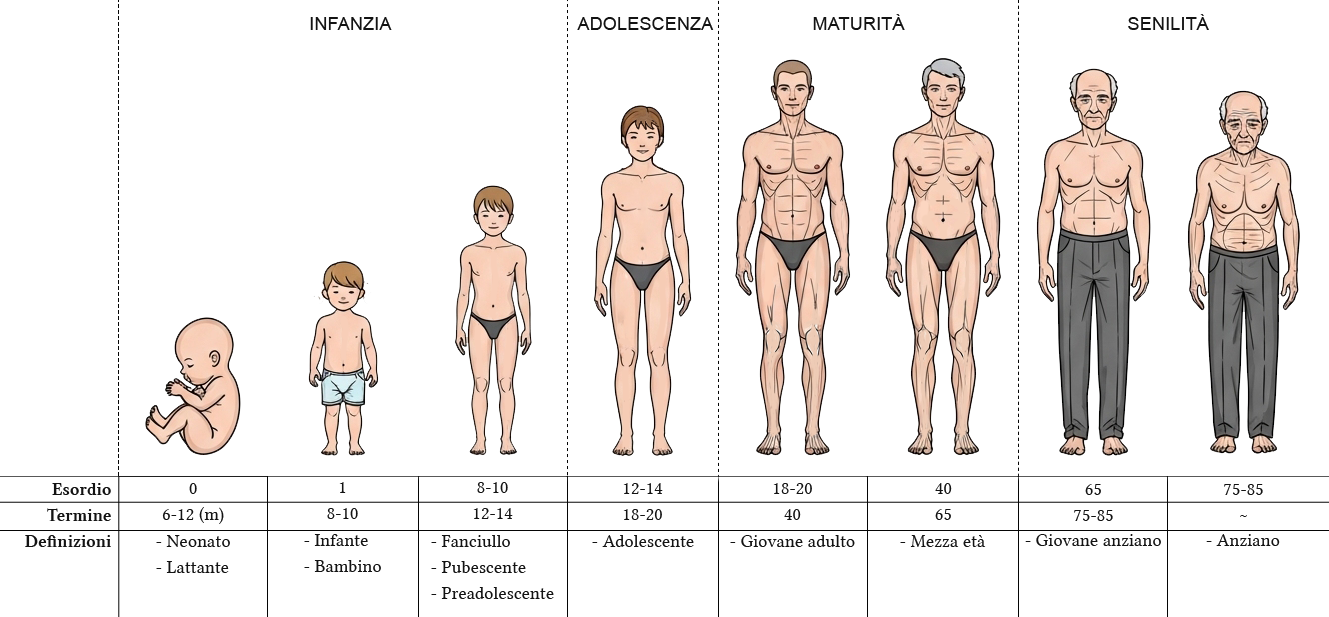
Diagramma schematico dei diversi stadi di sviluppo umano

Lo sviluppo umano è il processo di crescita di un essere umano nel corso della vita. Con il termine età si indica il tempo trascorso dal momento della misurazione a quello della sua nascita. Durante il suo sviluppo l'individuo passa attraverso diversi stadi di maturazione, caratterizzate da diverse fasi di sviluppo fisico e di abilità.

## Stadi dello sviluppo umano

### Fecondazione
Lo sviluppo comincia con la fecondazione, il processo per il quale il gamete maschile (spermatozoo) e il gamete femminile (ovocita), si uniscono formando una cellula zigote. 
La gravidanza in una donna inizia quando uno zigote si impianta nell'utero. Con successive divisioni cellulari lo zigote si sviluppa in embrione. Gravidanza è, quindi, l'intero processo dalla fecondazione di un ovocita nelle tube di Falloppio al parto.
Dopo circa nove mesi dalla fecondazione avviene il parto; con la nascita l'individuo umano viene messo al mondo distaccandosi dal corpo della madre.
Dopo il parto la lingua italiana usa diverse espressioni per indicare le fasi della vita, anche se non è possibile stabilire una classificazione rigida, visto che la loro lunghezza varia a seconda delle condizioni soggettive e della mentalità del tempo. I termini sono accompagnati da alcuni dei cambiamenti di ordine fisico, psicologico e sociale che gli esseri umani tendenzialmente affrontano nel corrispondente stadio dello sviluppo, ma, vista l'estrema variabilità tra gli individui, la loro collocazione non può che avere carattere indicativo.

### Infanzia

#### Lattante (dal 20º giorno all'inizio della prima dentizione, intorno al 5º mese)
Differenziazione delle regioni del lobo frontale impiegate nel movimento volontario (2º mese); capacità di controllare i movimenti del capo (2º-4º mese); capacità di distinguere centinaia di parole grazie allo sviluppo della corteccia temporale; sviluppo della visione centrale (3º mese); primi vocalizzi (4º mese); raggiungimento di una capacità visiva paragonabile a quella di un adulto (4º-6º mese).

#### Prima infanzia (dal 6º mese fino alla fine della prima dentizione, intorno al 28º-30º mese)
Comparsa della lallazione (6º mese); capacità di assumere una posizione seduta e di strisciare (6º-8º mese); sviluppo dell'area di Wernicke e conseguente progressiva acquisizione della facoltà di comprendere il significato delle parole (6º mese); comparsa dell'andatura quadrupedica, ovvero il movimento "a gattoni" (9º-10º mese); capacità di rimanere in posizione eretta (10º-12º mese); inizio della fase verbale con l'apprendimento del linguaggio a seguito dello sviluppo dell'area di Broca (12º mese); prima camminata autonoma in posizione eretta (12º-15º mese)

#### Seconda infanzia (dal 28º-30º mese fino all'inizio della dentizione definitiva, intorno ai sei anni)
Sviluppo della corteccia frontale e prefrontale, coinvolte nell'attività cognitiva e nel controllo del comportamento; miglioramento della deambulazione autonoma e di altre facoltà motorie; capacità di distinguere gli oggetti in base alle loro caratteristiche; inizio delle relazioni con i coetanei nella scuola d'infanzia; acquisizione della capacità di disegnare con forme stilizzate (3 anni); inizio dell'acquisizione progressiva della capacità di formare frasi.

#### Terza infanzia, o fanciullezza (dai sei anni al periodo prepubere, intorno agli 11 anni)
Sviluppo cognitivo e intensificazione dei rapporti interpersonali.

### Preadolescenza (dagli 11 ai 12 anni)
Avvento della pubertà, inizio della produzione degli ormoni sessuali.

### Adolescenza (dai 13 fino ai 19 anni)
Accelerazione del ritmo di crescita (8-10 centimetri all'anno); aumento della massa muscolare e diminuzione di quella grassa; rallentamento del ritmo respiratorio e diminuzione dei battiti cardiaci al minuto; maturazione dei caratteri sessuali primari e secondari; crescita dell'importanza del ruolo del gruppo dei pari rispetto alla famiglia di origine; diminuzione del numero di neuroni e sinapsi; aumento della guaina mielinica.

### Età adulta o età matura
Fase di stabilità dello sviluppo.
Giovinezza (dai 20 ai 39 anni)
Mezza età (dai 40 ai 64 anni)
Giovane anziano (dai 65 ai 74 anni)
Senilità (dai 75 anni in poi)
Maggiore predisposizione alle malattie croniche; compromissione delle facoltà sensoriali e percettive; diminuzione della forza fisica; deterioramento di alcuni tipi di memoria; diminuzione dell'attività sessuale.

## Aspetti antropologici e culturali

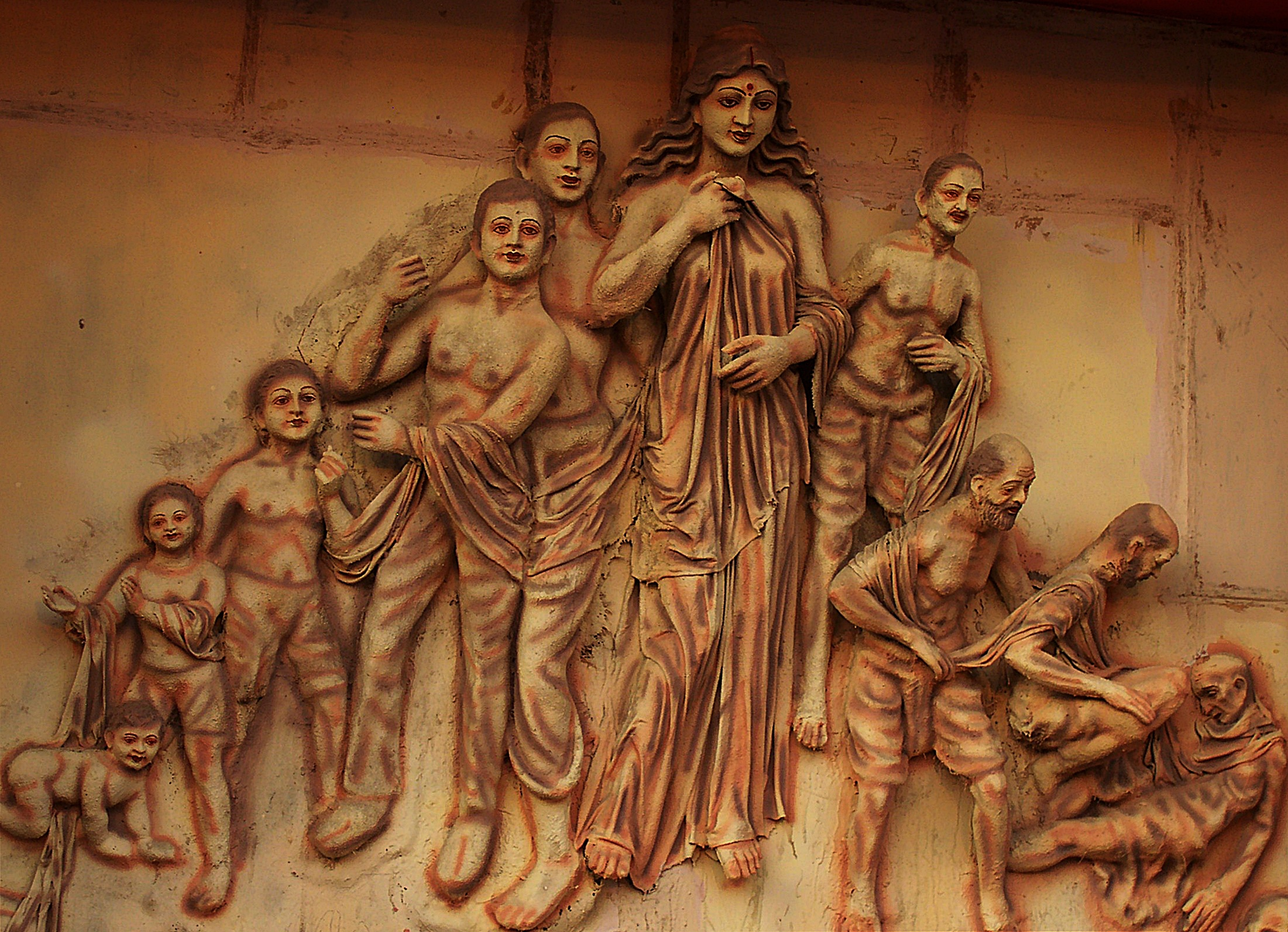
Rappresentazione artistica degli stadi dello sviluppo umano.

Sin dalle epoche antiche, le età della vita sono state raggruppate in base ai principali periodi attraversati dall'essere umano, ai quali venivano associati uno dei quattro temperamenti di natura caratteriale, appartenenti alla branca di studio della patologia umorale. All'individuo situato tra l'infanzia e l'adolescenza veniva in genere attribuito il carattere allegro e spensierato tipico del sanguigno, tra la gioventù e l'età adulta quello forte e turbolento del collerico, tra l'adulto e l'anziano quello assennato ma disilluso del malinconico, alla vecchiaia o anche alla prima infanzia quello lento e mansueto del flemmatico.
Secondo un'antica tradizione occidentale, alla nascita di un bambino veniva acceso un cero per proteggerlo dagli spiriti maligni, generalmente collegati all'oscurità. Quest'usanza si sarebbe perpetuata nello spegnimento delle candele che vengono incrementate ad ogni compleanno in occasione della torta da consumare nel festeggiamento.

## Galleria d'immagini

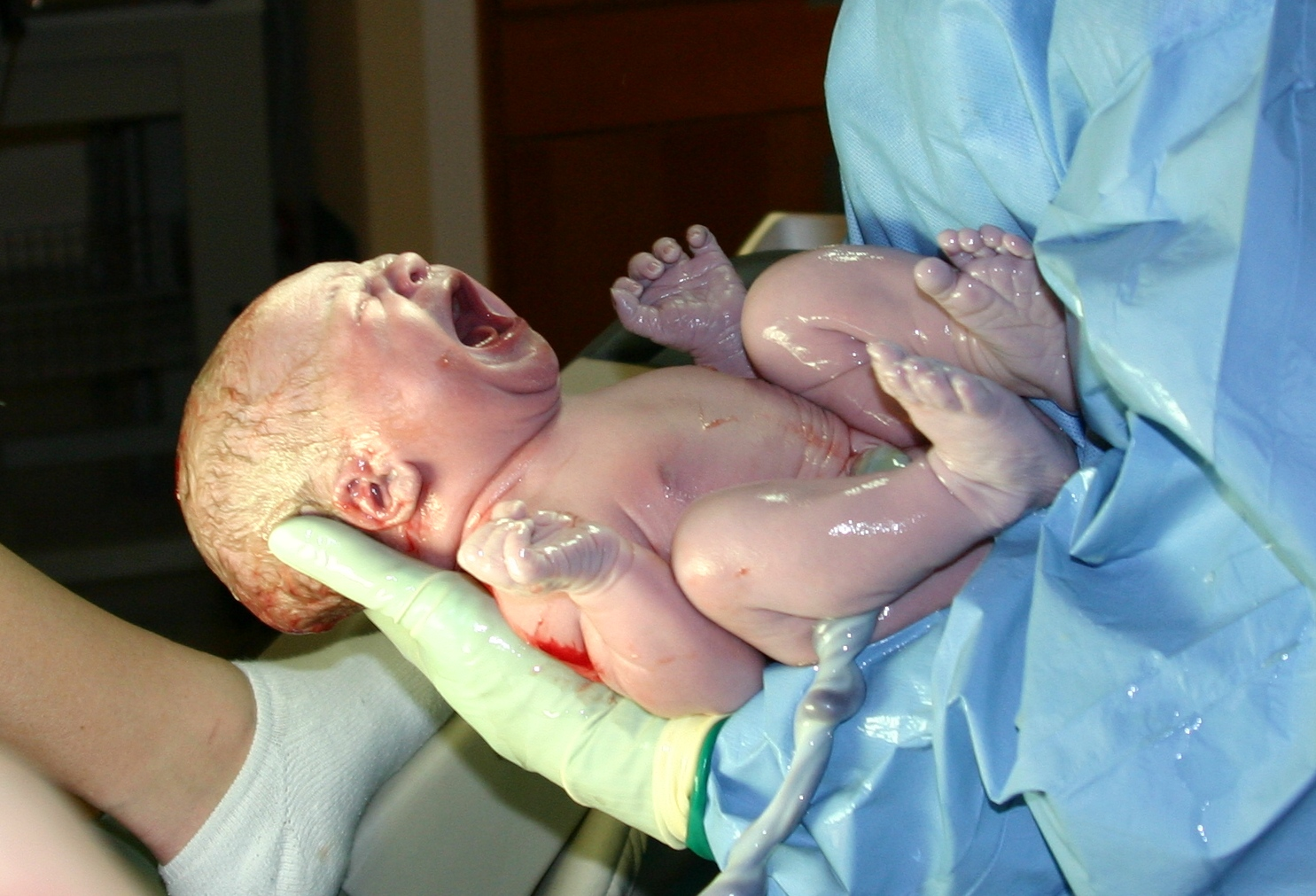
Una neonata pochi secondi dopo la nascita
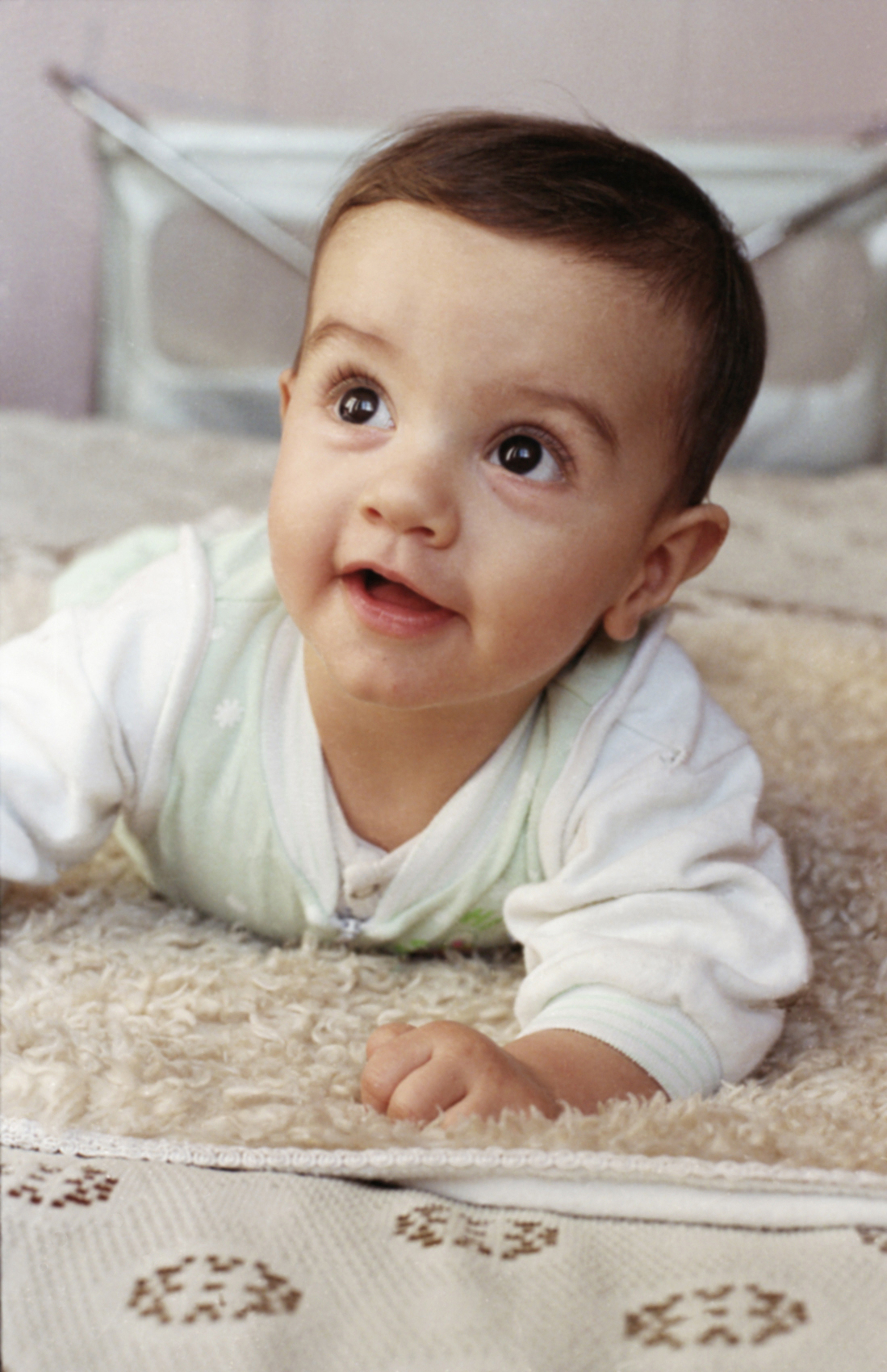
Un lattante di sei mesi, punto di inizio della prima infanzia
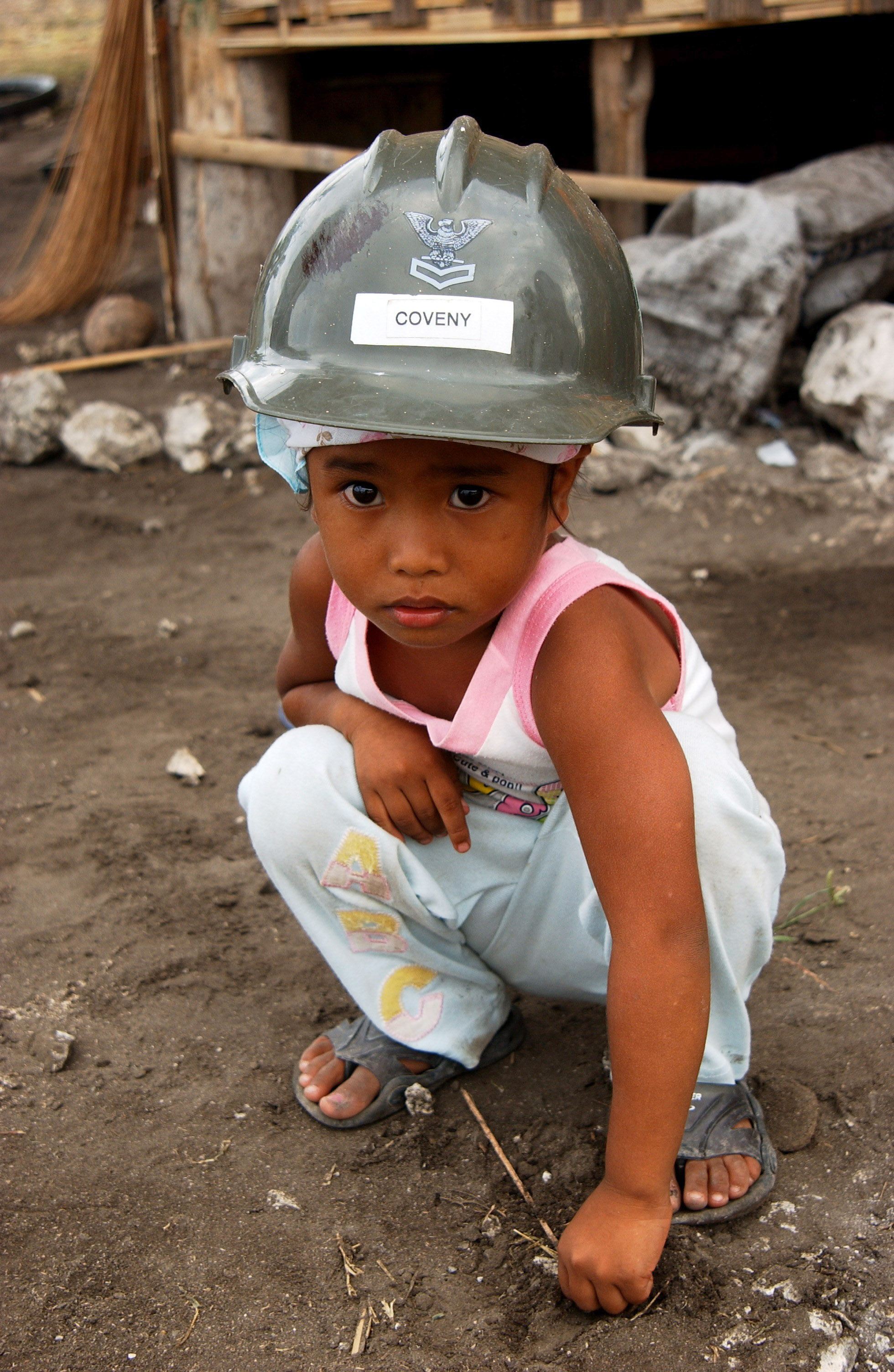
Una bambina di quattro anni (seconda infanzia)
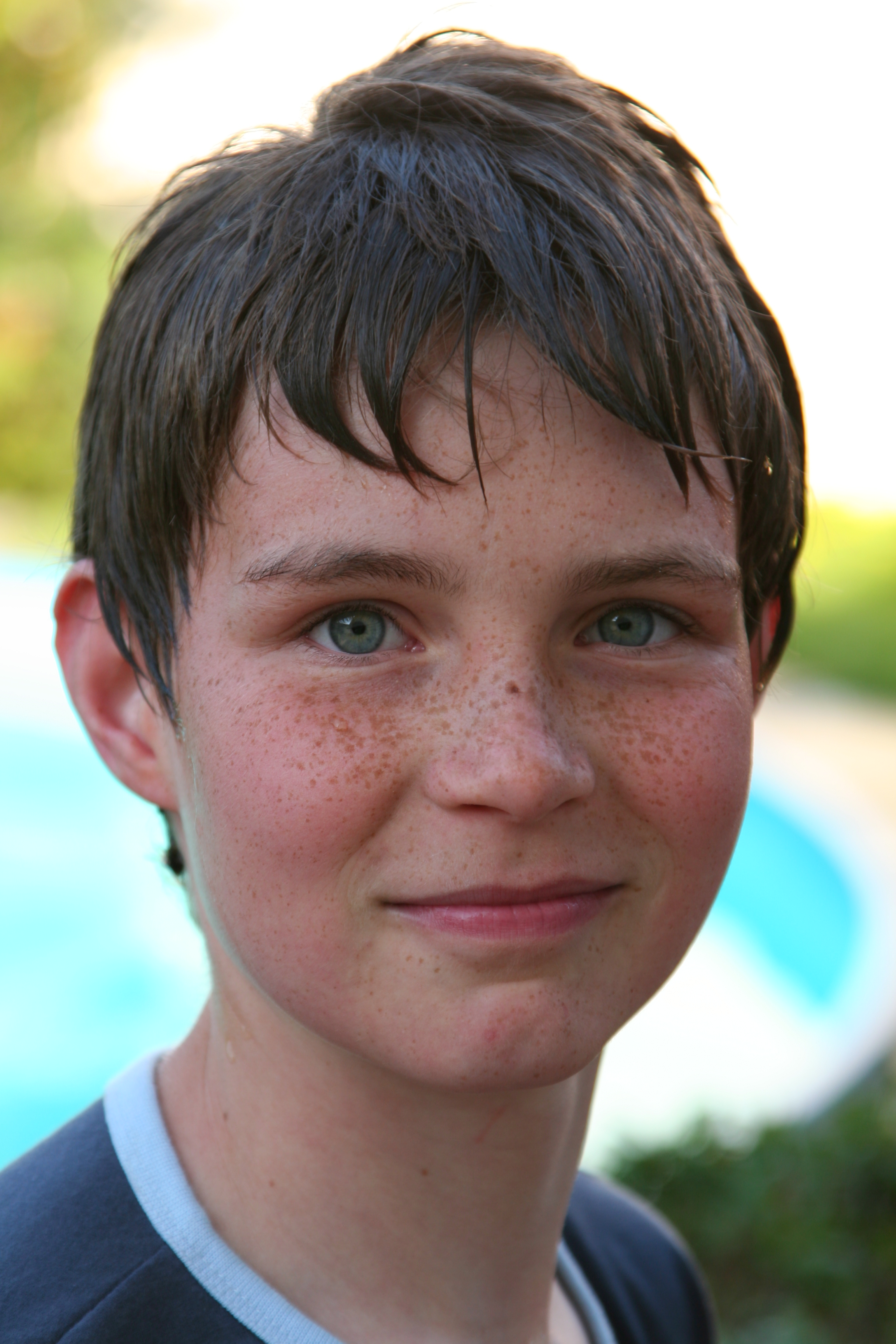
Un Preadolescente di 11 anni
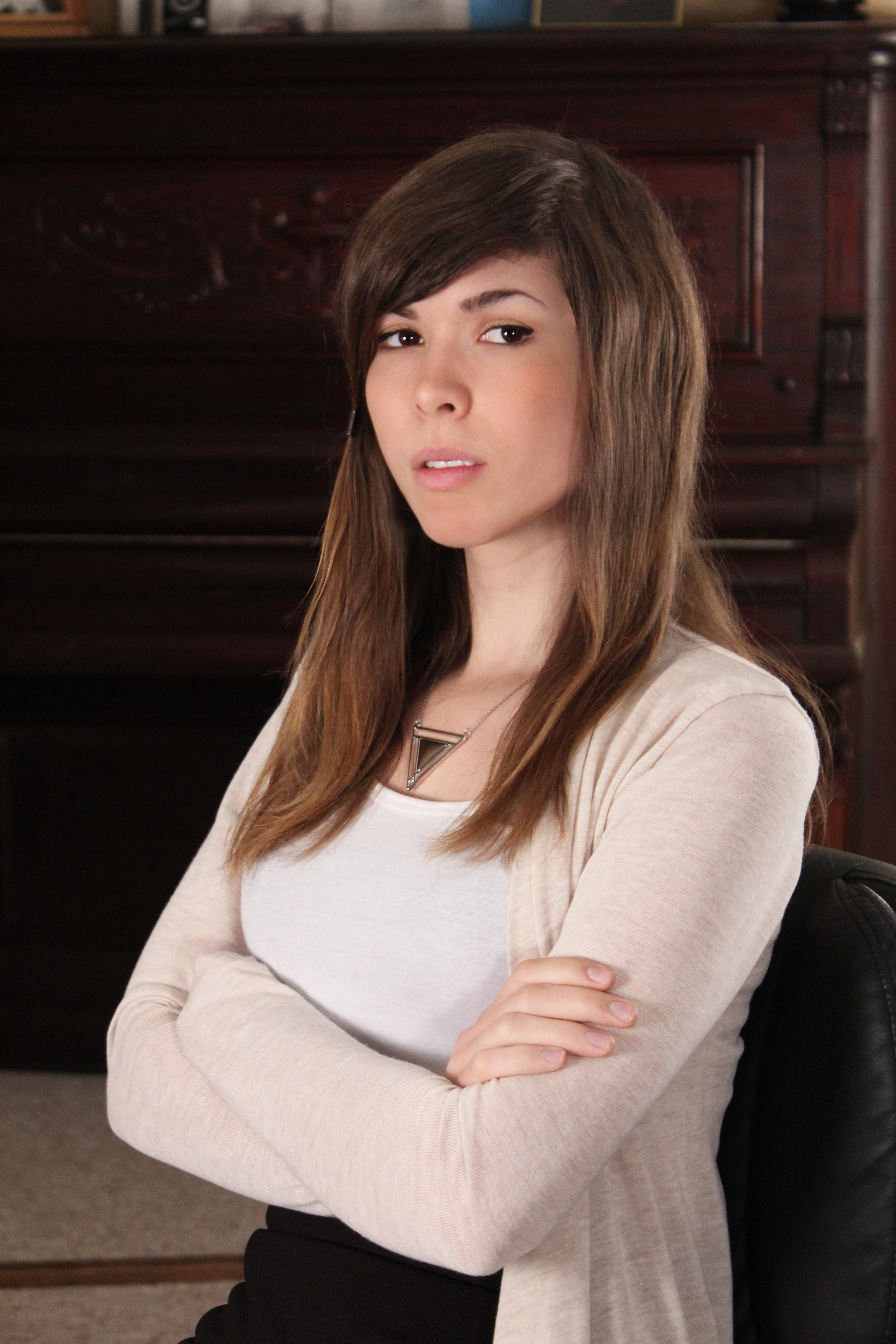
Ragazza trangender adolescente di 16 anni
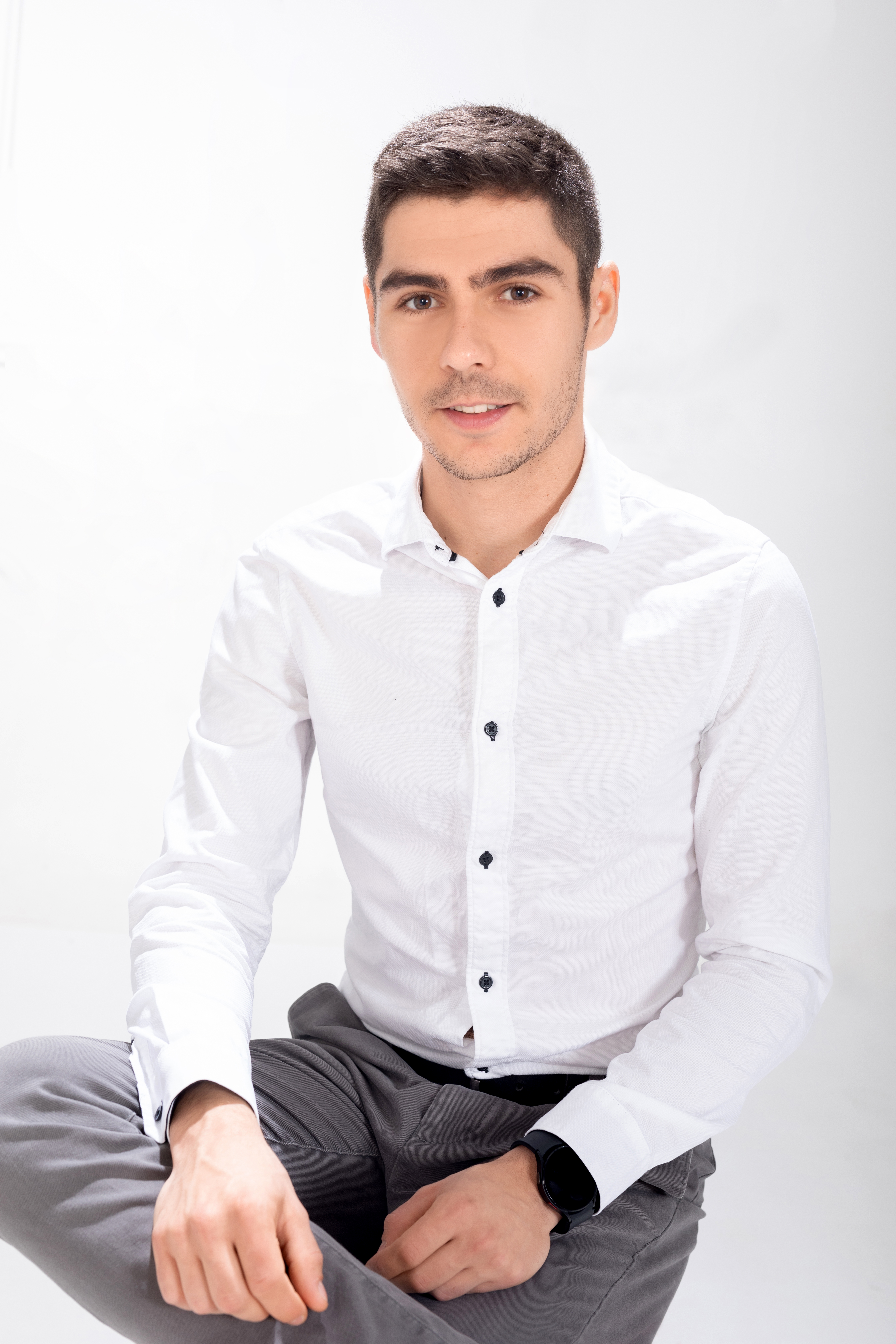
Un uomo di 25 anni (giovane adulto)
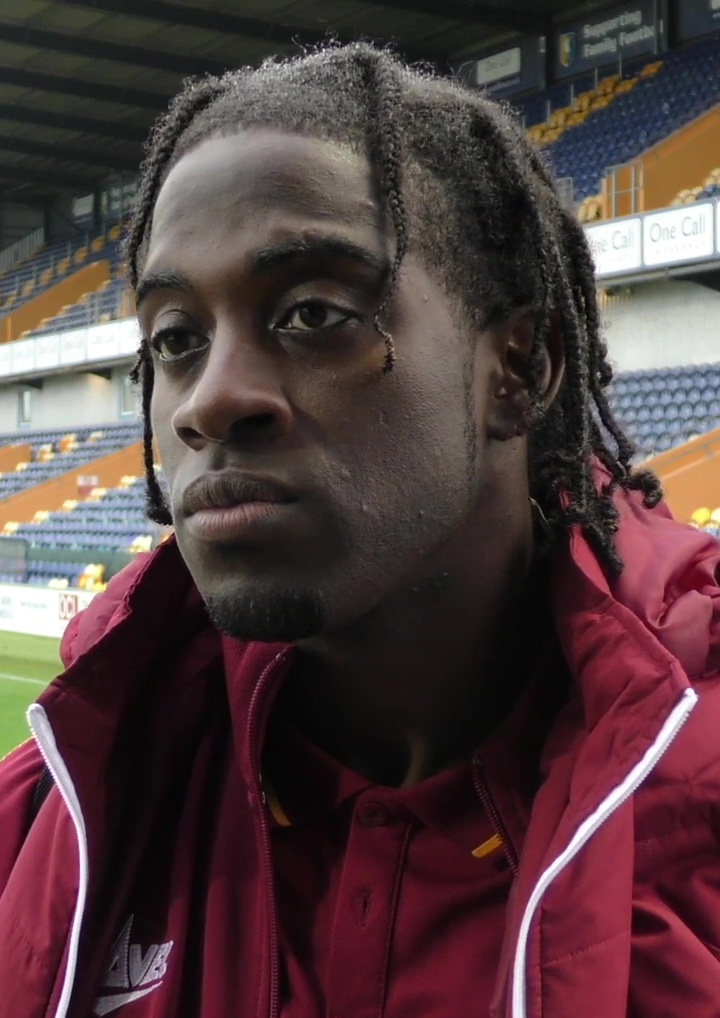
Un uomo di 36 anni (adulto)
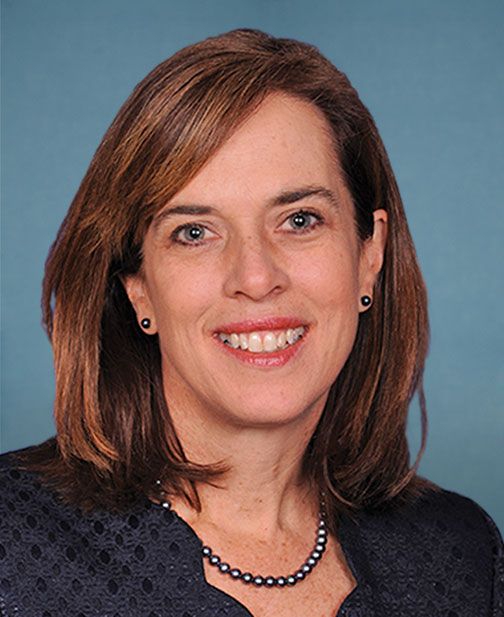
Una donna di 50 anni (mezza età)
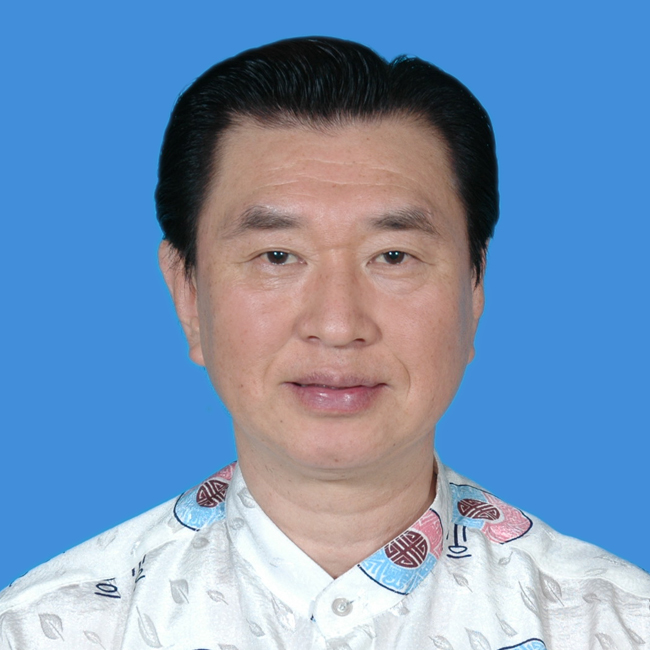
Un uomo di 65 anni (età anziana)
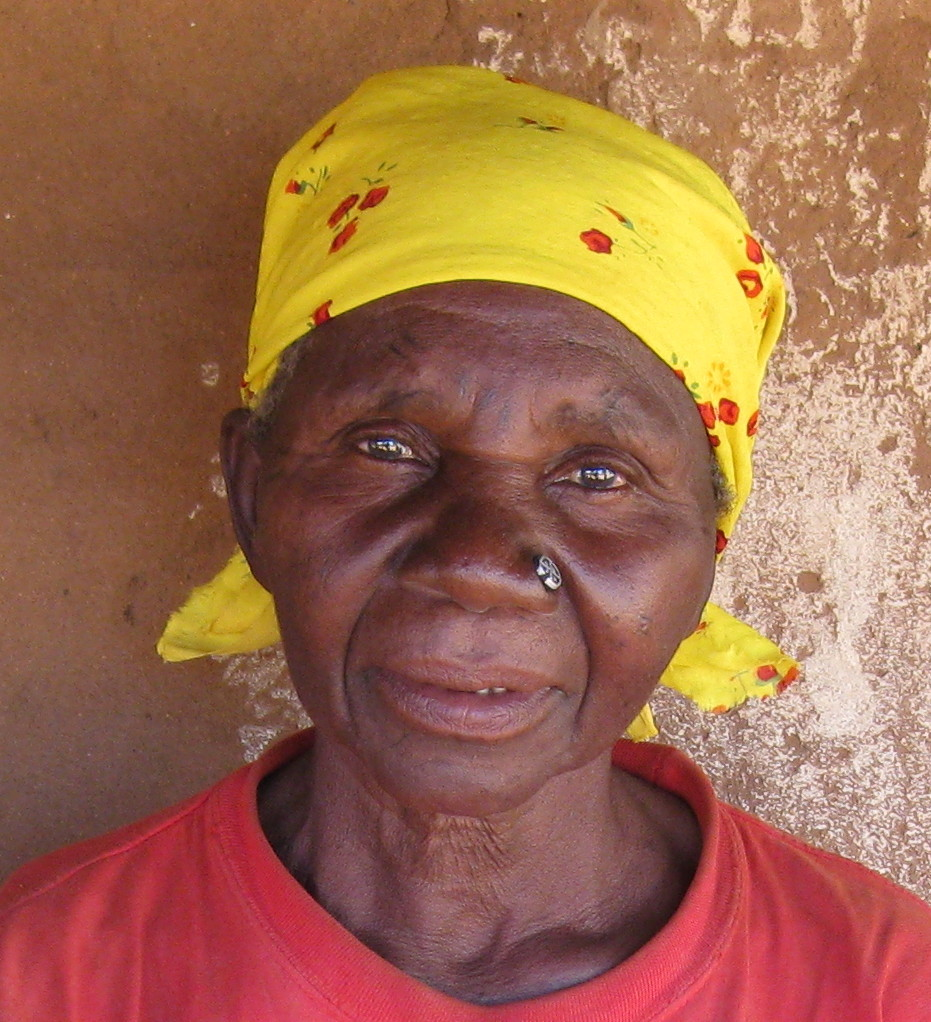
Un'anziana di 77 anni (quarta età)
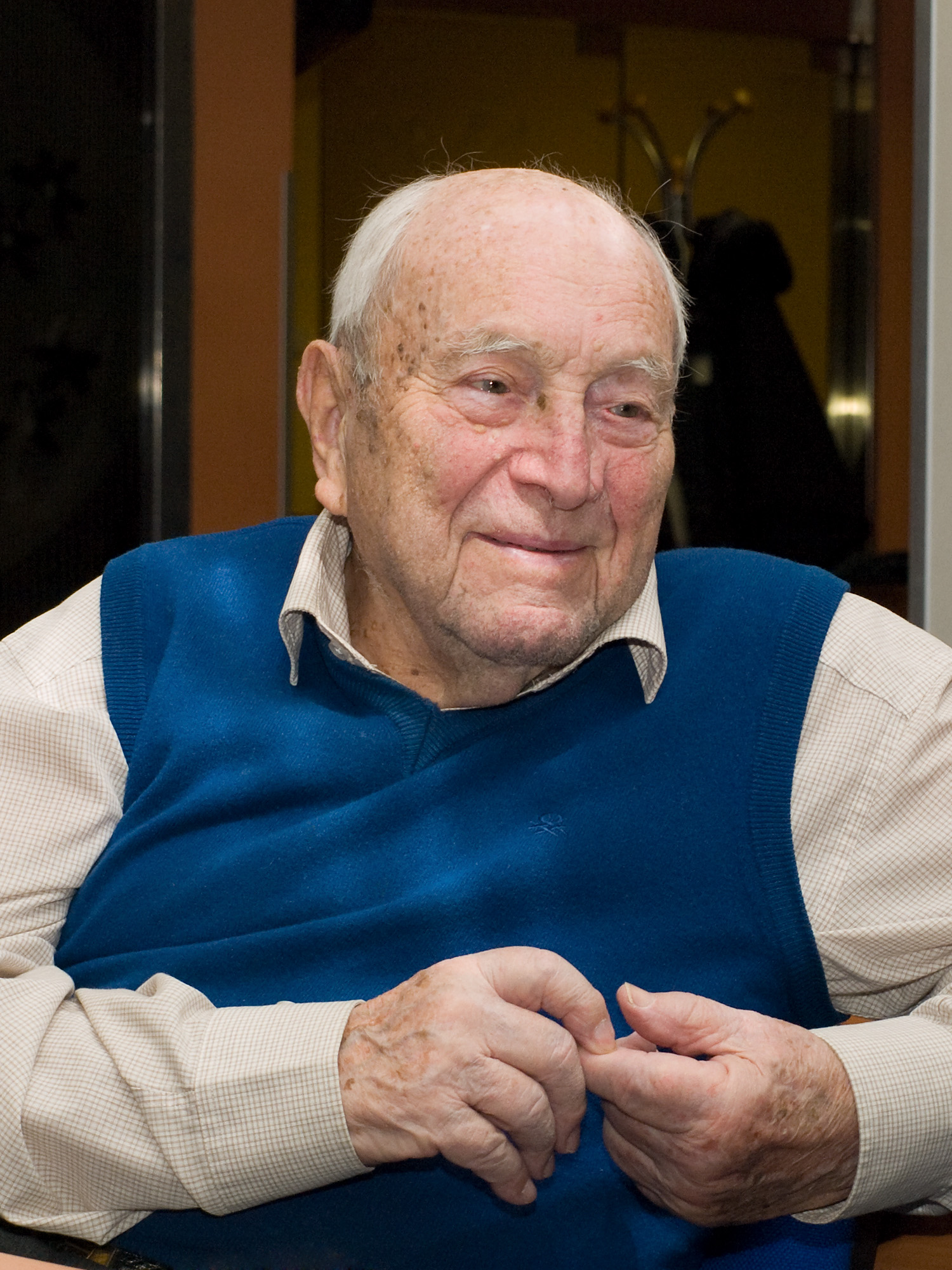
Un anziano di 96 anni (quarta età avanzata)